# Земля (электроника)
|                       |  |                  |  |            |
| Соединение с корпусом |  | Сигнальная земля |  | Заземление |

Земля в электронике — узел цепи, потенциал которого условно принимается за ноль, и все напряжения в системе отсчитываются от потенциала этого узла. Выбор земли произволен, однако на практике чаще всего за землю принимают один из выводов источника питания. При однополярном источнике обычно землёй считают его отрицательный вывод, при двуполярном источнике за землю принимают его среднюю точку. Иногда в англоязычной литературе на схемах обозначается GND (от англ. Ground, земля).

Источник двухполярного питания с общей землёй (GND от английского Ground)

## Разновидности

### Соединение с корпусом
Землёй называется провод, соединяющий минусовой вывод электрического элемента (например, электромагнита) с корпусом изделия, в котором он установлен. Положительный вывод электрического элемента может соединяться, к примеру, с источником питания, образуя замкнутый контур, по которому потечёт ток. Землёй может быть не только провод, но и корпус самого электроэлемента. Например, анодный вывод диода 2Д203А1, на который накручивается гайка.
Исторически сложилось так, что использовать в качестве минусового провода корпус изделия было экономически обосновано экономией материалов, в том числе дорогостоящих проводников, и с целью уменьшения массы изделия. Это решение было настолько простым и рациональным, удобным в использовании, что термин сохранился в практической электротехнике до настоящего времени.

### Сигнальная земля
Сигнальная земля — узел цепи, относительно которого отсчитываются потенциалы сигналов в схеме. Соответственно, сигналы подаются в схему (и снимаются со схемы) таким образом, что один вывод источника (приёмника) сигнала подключен к сигнальной земле.

### Виртуальная земля
В электронных схемах могут существовать такие узлы, потенциал которых равен потенциалу земли, при том, что они не имеют короткого соединения с землёй. Узел, обладающий такими свойствами, называют виртуальная земля. Классическим случаем виртуальной земли является инвертирующий вход операционного усилителя, включенного как инвертирующий усилитель.

## «Мекка» заземления
В некоторых случаях даже сплошной медный проводник не обеспечивает достаточной эквипотенциальности по всей своей длине. Такая ситуация имеет место при протекании большого тока по земляному проводнику малого сечения. В результате потенциал в различных точках земли может отличаться на десятки милливольт. В некоторых случаях это может привести к нежелательным последствиям. Например, если несколько мощных нагрузок подключены к источнику напряжения через общую земляную шину, то изменение тока, потребляемого одной нагрузкой, будет вызывать изменение напряжения на всех остальных нагрузках. Для минимизации подобного взаимного влияния земляные проводники, идущие к каждой нагрузке, должны расходиться от одной точки, которая и получила название «мекка» заземления.
От этой же точки следует брать потенциал для обратной связи в стабилизаторе, который регулирует напряжение для нагрузок, подключённых к «мекке» заземления. При этом можно быть уверенным, что выходное напряжение стабилизатора стабилизировано относительно «мекки» заземления, а не какой-либо другой точки шин заземления.